# Festival Internacional de Cinema Independente de Buenos Aires

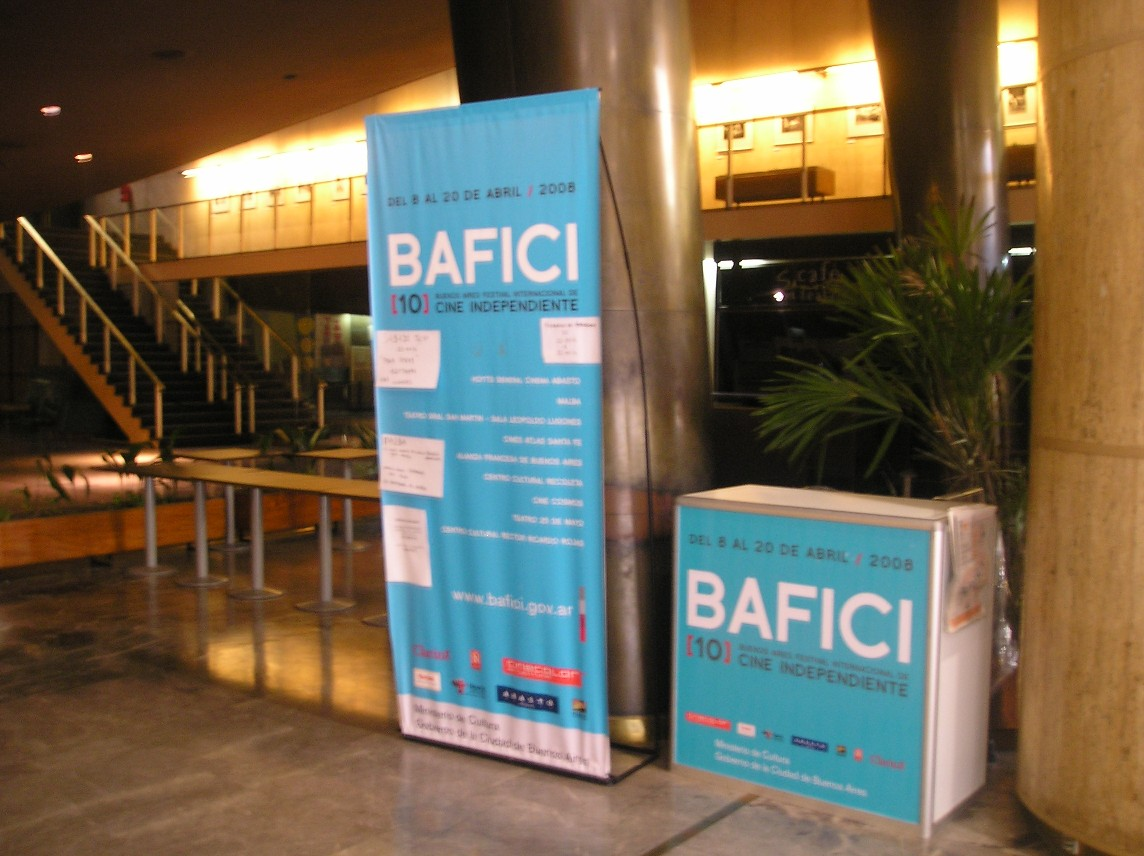
10ª Edição do FICIBA (2008). Teatro San Martín de Buenos Aires.

O Festival Internacional de Cine Independente de Buenos Aires (BAFICI) é um festival de cinema internacional que se realiza todos os anos, durante o mês de Abril na cidade de Buenos Aires, na Argentina. O festival de Buenos Aires é organizado pelo Ministério de Cultura do Governo da Cidade de Buenos Aires, não é um festival oficial afiliado da FIAPF, mas se trata de um evento reconhecido internacionalmente por sua transcendência.

## História
O festival teve sua primeira edição em abril de 1999 organizado pela - no entanto - a Secretaria de Cultura do Governo da Cidade de Buenos Aires. Usaram-se importantes salas de cinema, algumas da cadeia Hoyts e outras salas mais tradicionais, ou usualmente dedicadas ao cine no comercial. O festival teve mais de 146 convidados nesse ano, entre eles reconhecidas figuras internacionais como Francis Ford Coppola, Todd Haynes e Paul Morrissey entre outros e se projetaram mais de 150 filmes entre nacionais e estrangeiros. A convocatória foi de arredor de 120 000 espectadores.
No ano seguinte se repetiria no mês de abril a edição do festival com uma maior oferta de filmes e com o agregado das atividades paralelas (com charas, conferências e palestras) e um nível de convocatória similar ao do ano anterior, deste modo, o festival parecia ficar definitivamente instalado dentro da agenda cultural da cidade de Buenos Aires.
Desde então cada ano se repete cada vez com maior quantidade de oferta de filmes e atividades e com uma igual de crescente convocatória de público o festival, que para 2006 leva realizadas oito edições consecutivas, incorporando alterações e novidades através do tempo.

## Prêmios
O festival conta com um júri internacional e outro nacional, assim como também de júris para algumas seções específicas. Todos eles entregam prêmios, que nem sempre respondem a uma mesma grade. Pelo geral os prêmios são: Melhor filme, Melhor Roteiro, Melhor Direção, Melhor Ator, Melhor Atriz, e se outorgam uma ou varias Menções Especiais. Também o público do festival vota qual tem sido seu filme preferido, o mais votado se leva o Premio do público. A partir do terceiro festival se tem entregado também premio para os curtas-metragens, outorgando normalmente os prêmios de Melhor curta-metragem e Melhor diretor.

## Premiações

### 1º BAFICI 1999
- Melhor Filme: La Vida Después de la Muerte (Japão) de Kore-Eda Hirokazu.
- Melhor Diretor: Mundo Grúa (Argentina) de Pablo Trapero.
- Melhor Ator: Luis Margani por Mundo Grúa.
- Melhor Atriz: Monic Hendrickx por La Novia Polaca (Holanda).
- Prêmio do público: La Manzana (Irã) de Samira Makhamalf.

### 2º BAFICI 2000
- Melhor Filme: Ressources humaines (França) de Laurent Cantet.
- Melhor Diretor: Noemie Lvovsky por La vida no me asusta (Francia).
- Melhor Guión: Sasa Gedeon, por El regreso del idiota (República Tcheca).
- Melhor Ator: Ewen Bremmer, por Julien Donkey-Boy (Estados Unidos).
- Melhor Atriz: Anna Geislerová e Tatiana Vllhelmová, por El regreso del idiota (República Tcheca).
- Menção Especial: Enrique Piñeyro (ator) por Esperando al Mesías.
- Prêmio do público: Ressources humaines (França).

### 3º BAFICI 2001
- Melhor Filme: Platform (Zhan Tai). Dirigida por Jia Zhangke, China (2000)
- Melhor Diretor: Nuri Bilge Ceylan por Nubes de Mayo (Clouds of May), Turquia (2000)
- Prêmio Especial: The Mad Songs of Fernanda Hussein. Dirigida por John Gianvito, Estados Unidos (2000)
- Melhor Ator: Daniel Hendler, Jorge Temponi e Alfonso Tort por 25 watts. Dirigida por J. P. Rebella y P. Stoll, Uruguai (2001)
- Melhor Atriz: Yuko Nakamura por Hotaru. Dirigida por Naomi Kawase, Japão (2000)
- Menção especial: Pizarrones. Dirigida por Samira Makhmalbaf, Irã (2000)

### 4º BAFICI 2002
- Melhor Filme: Tornando a casa, de Vincenzo Marra (Itália)
- Melhor Diretor: Michael Gilio, por Kwik Stop (Estados Unidos)
- Melhor Atriz: Ronit Elkabetz, por La mujer de mi vida (Israel/França)
- Melhor Ator: Lennie Burmeister, por Bungalow (Alemanha)
- Prêmio Especial do Júri: Tan de repente, de Diego Lerman (Argentina)
- Menção do Júri: Lavoura Arcaica, de Luiz Fernando Carvalho (Brasil)

### 5º BAFICI 2003
- Melhor Filme: Waitting for Happiness , de Abderrahmane Sissako (Mauritânia)
- Melhor Diretor: Apichatpong Weerasethakul, por Blissfully Yours (Tailândia)
- Prêmio Especial do Júri: Ana y los otros, de Celina Murga (Argentina)
- Melhor Ator: Alejandro Ferretis por Japón (película) (México)
- Melhor Atriz: Séverine Caneele por Une part du ciel (França, Bélgica, Luxemburgo)
- Menção especial do Júri: Los rubios, de Albertina Carri (Argentina)

### 6º BAFICI 2004
- Melhor Filme: Parapalos, de Ana Poliak (Argentina)
- Melhor Diretor: Royston Tan -por 15 (Fifteen) (Singapura)
- Prêmio Especial do Júri: Las horas del día, de Jaime Rosales (Espanha)
- Melhor Ator: Pietro Sibille, por Días de Santiago (Peru)
- Melhor Atriz: Hwang Jeong-min, por Jigureul Jikyeora! (Coreia do Sul)

### 7º BAFICI 2005
- Melhor Filme: El cielo gira de Mercedes Álvarez (Espanha)
- Melhor Diretor: Ilya Khrzhanovsky por 4 (Chetyre) (Rússia)
- Melhor Ator: Mohammad Bakri por Domicilio privado (Itália)
- Melhor Atriz: Eva Löbau por The Forest For The Trees (Alemanha)
- Prêmio Especial do Júri: L'Esquive de Abdellatif Kechiche (França)
- Menções o Júri: Monobloc de Luis Ortega (Argentina) e Spying Cam de Cheol-Mean Whang (Coreia do Sul)
- Prêmio do público: Filme nacional: Cándido López, los campos de batalla de José Luis García e Filme estrangeiro: El cielo gira de Mercedes Álvarez

### 8º BAFICI 2006
O Júri da Seleção Oficial Internacional apenas se expedeu sobre dos rumos:
- Melhor Filme: En el hoyo de Juan Carlos Rulfo (México)
- Prêmio Especial do Júri: Sehnsucht – Longing de Valeska Grisebach (Alemanha)

### 9º BAFICI 2007
- Melhor Filme: In Between Days, de So Yong-Kim (Estados Unidos, Canadá, Coreia do Sul)
- Melhor Diretor: Hugo Vieira da Silva, por Body Rice (Portugal)
- Prêmio Especial do Júri: Estrellas, de Federico León e Marcos Martínez (Argentina)
- Melhor Atriz: Jiseon Kim, por In Between Days.
- Melhor Ator: Arturo Goetz, por El Asaltante (Argentina).
- Seleção Oficial Argentina (Melhor Filme): UPA! Una película Argentina, de Santiago Giralt, Camila Toker e Tamae Garateguy.
- Seleção Oficial de Curtas (Melhor Curta-metragem): ABC, etc, de Sergio Subero (Argentina).

### 10º BAFICI 2008
A 10º edição do festival se realizou entre 8 e 20 de abril de 2008.
Seleção oficial internacional
- Melhor Filme: Intimidades de Shakespeare y Víctor Hugo, de Yulene Olaizola (México)
- Melhor Diretor: Lance Hammer por Ballast (Estados Unidos)
- Prêmio Especial do Júri: Night Train, de Diao Yinan (China)
- Melhor Atriz: Liu Dan por Night Train (China)
- Melhor Ator: Kang Sheng Lee por Help Me Eros (Taiwan)
- Menção Especial: Profit Motive and the Whispering Wind, de John Gianvito (Estados Unidos)
- Menção Especial: Una semana solos, de Celina Murga (Argentina)
- Menção Especial: "Cochochi", de Israel Cárdenas e Laura A. Guzmán (México) (República Dominicana)
- Seleção Oficial de Curta-metragens: El contrabajo, de Alejo Franzetti; Ahendu nde sapukai (Oigo tu grito), de Pablo Lama; Fedra o la desesperación, de Gustavo Galuppo.

Seleção Oficial Argentina
- Melhor Filme: Unidad 25, de Alejo Hoijman, (Argentina-Espanha-França)
- Melhor Diretor: Gonzalo Castro por Resfriada
- Menção Especial: Süden, de Gastón Solnicki
- Prêmio Especial do Júri Kodak-Cinecolor Argentina: Historias Extraordinarias, de Mariano Llinás.